# La padrona di Raggio di Luna
La padrona di Raggio di Luna è una commedia musicale di Garinei e Giovannini andata in scena per prima volta al Teatro Alfieri di Torino nel dicembre 1955.

## Produzione
Per questa opera (la prima ad essere denominata sul cartellone "commedia musicale", sebbene già alcune precedenti opere di G&G rientrassero, nei fatti, in questo genere teatrale) gli autori, appassionati di calcio, presero ispirazione da un fatto di cronaca. Per la verità "Raggio di Luna" era il soprannome del grande calciatore svedese Arne Selmosson, che dal 1952 venne acquistato per elevate cifre da società italiane, giocando per Udinese, Lazio e Roma; ma per il resto la trama della commedia non aveva a che fare con lui. Richiamava invece la reale vicenda che vide protagonisti Raimondo Lanza di Trabia, presidente del Palermo, l’attrice Olga Villi, sua moglie poi vedova, e il calciatore argentino Enrique Martegani, acquistato dal primo non per conto della società ma, curiosamente, per conto proprio.
Fu la prima volta che al Teatro Eliseo si dava una rappresentazione di teatro leggero (il critico Savioli, su L'Unità scrisse "atmosfera di sottile profanazione"). Il successo fu notevole, anche se inferiore a quello della precedente Giove in doppiopetto. Una netta e deliberata trasgressione, rispetto alla tradizione della rivista, fu l'abolizione della passerella, scelta che deluse alcuni "conservatori" della platea.
Una versione televisiva, con scene di Lucio Lucentini e regia di Eros Macchi, venne trasmessa dal Programma Nazionale della Rai il 6 maggio 1961. Parte degli attori erano gli stessi dell'edizione teatrale, mentre subentravano Gianrico Tedeschi come notaio Alsani, Delia Scala come Marta Gray, Dolores Palumbo e Alberto Talegalli come infermiera e dottore di Ceglie.

## Trama
La bella vedova Clara Gallinari, giornalista che si firma Claudia di Valmaura, riceve la visita del notaio Enrico Alsani, già suo spasimante, il quale le annuncia un’eredità assai particolare. Il marito di lei, un ladruncolo che dopo averla abbandonata era diventato un facoltoso industriale, per testamento le ha lasciato in eredità il grande calciatore sudamericano Tony Mangelli, che per una caratteristica ciocca falciforme di capelli bianchi viene chiamato Raggio di Luna.
Nella villa in Abruzzo di Alsani il calciatore, da subito, si rivela assai invadente: riempie la casa con tutti i calciatori della propria squadra, poi pretende l’installazione di docce per tutti, quindi vi introduce stabilmente la propria fidanzata, la ballerina Marta Gray, con tutto il suo corpo di ballo.
Arriva alla casa l’assessore Migoretti per recare al notaio la nomina a un prestigioso incarico per un congresso internazionale, ma trovandosi dentro una bolgia di ballerine che provano e calciatori in allenamento ne rimane sconvolto. Viene persino schiaffeggiato da Raggio di Luna in seguito a un malinteso, e se ne va indignato, intenzionato a far revocare quell’incarico a cui Alsani teneva moltissimo. Arriva poi Franchina, figlia di Claudia, fidanzata col figlio di Migoretti, Gegè. La ragazza crede che il notaio sia suo padre.
Intanto Raggio di Luna, dopo avere litigato con la fidanzata Marta, s’impossessa dell’auto del notaio e ha un incidente da cui esce con una gamba fratturata. Mingaretti si ripresenta per offrire al calciatore un ingaggio in una squadra remunerato con una grossa cifra, ma lo trova immobilizzato dal gesso. In quell’intreccio di guai per tutti sarà Raggio di Luna ad appianare, alla fine, le cose, grazie a una guarigione miracolosa e a un gioco di matrimoni.